# Dendi (République centrafricaine)
Pour les articles homonymes, voir dendi.
Le dendi est une langue oubanguienne parlé en République centrafricaine.
Son code ISO 639-3 est deq.